# Богато число
Богато число в теорията на числата е число, за което сумата от всички негови правилни делители е по-голяма от самото число (σ(n) > 2n) или, еквивалентно, сумата от всичките му делители е по-голяма от удвоеното число (s(n) > n).
Цялото число 12 е първото богато число. Правилните му делители са 1, 2, 3, 4 и 6, сборът им е 16; или всичките му делители са 1, 2, 3, 4, 6 и 12, сборът им е 28, което е повече от удвоения размер на числото – 24. Стойността, с която сборът надвишава числото, е богатството на числото. Така числото 12 има богатство от 4.

## Примери
Първите 28 богати числа са 12, 18, 20, 24, 30, 36, 40, 42, 48, 54, 56, 60, 66, 70, 72, 78, 80, 84, 88, 90, 96, 100, 102, 104, 108, 112, 114, 120, ...
12 има делители 1+2+3+4+6+12 > 24
18 има делители 1+2+3+6+9+18 > 36
20 има делители 1+2+4+5+10+20 > 40
24 има делители 1+2+3+4+6+12+24 > 48
36 има делители 1+2+3+4+6+9+12+18+36 > 72 и т.н.

## Свойства
- Под 100 има само 21 богати числа, всичките четни.[1]
- Най-малкото нечетно богато число е 945.[1]
- Най-малкото богато число, което не се дели на 2 или на 3, е 5391411025, чиито отделни прости множители са 5, 7, 11, 13, 17, 19, 23 и 29. Алгоритъм, даден от Iannucci през 2005 г., показва как да се намери най-малкото богато число, което не се дели на първите k прости числа.[3] Ако {\displaystyle A(k)} представлява най-малкото богато число, което не се дели на първите k прости числа, тогава за всички {\displaystyle \epsilon >0} имаме
{\displaystyle (1-\epsilon )(k\ln k)^{2-\epsilon }<\ln A(k)<(1+\epsilon )(k\ln k)^{2+\epsilon }}

за достатъчно голямо k.

- Всяко кратно на съвършено число (с изключение на самото съвършено число) е богато число.[4] Например всяко кратно на 6, по-голямо от 6, е богато число, защото {\displaystyle 1+{\tfrac {n}{2}}+{\tfrac {n}{3}}+{\tfrac {n}{6}}=n+1.}
- Всяко кратно на богато число също е богато.[4] Например, всяко кратно на 20 (включително самото 20) е богато число, защото {\displaystyle {\tfrac {n}{2}}+{\tfrac {n}{4}}+{\tfrac {n}{5}}+{\tfrac {n}{10}}+{\tfrac {n}{20}}=n+{\tfrac {n}{10}}.}
- Следователно съществуват безкрайно много четни и нечетни богати числа.

- Богато число, което не е кратно на друго богато число или на съвършено число (т.е. всичките му правилни делители са недостатъчни), се нарича примитивно богато число.
- Богато число, чието богатство е по-голямо от всяко по-ниско число, се нарича силно богато число, а такова, чието относително богатство (т.е. s(n)/n ) е по-голямо от всяко по-ниско число, се нарича свръхбогато число.
- Всяко цяло число, по-голямо от 20161, може да бъде записано като сбор от две богати числа.[5]
- Богато число, което не е полусъвършено число, се нарича странно число.[6] Богато число с богатство 1 се нарича полусъвършено число, въпреки че все още не е намерено такова.